# Lanceoppia ravenala
Lanceoppia ravenala är en kvalsterart som först beskrevs av Sandór Mahunka 1994.  Lanceoppia ravenala ingår i släktet Lanceoppia och familjen Oppiidae. Inga underarter finns listade i Catalogue of Life.